# Institut national d'études environnementales
L'Institut national d'études environnementales  (en japonais : 国立環境研究所, Kokuritsu-Kankyō kenkyūsho) ou NIES (acronyme de l'anglais National Institute for Environmental Studies) est un établissement public japonais créé en 1974 dont l'objectif principal est de mener des recherches et de réaliser des études sur l'environnement. 

## Organisation
L'institut NIES, qui comporte une dizaine de divisions, a depuis 2001 le statut d'Institution administrative indépendante. Il emploie fin 2018 948 personnes dont 350 chercheurs. Son budget en 2018 est de 17 milliards de Yens (environ 120 millions €). Le siège et principal établissement de l'institut se situe dans la ville de Tsukuba  à environ 50 km au nord-est de Tokyo. L'institut comprend deux autres établissements. Le premier situé au lac Biwa (préfecture de Shiga) effectue des études centrées sur les ressources en eau douce. Le deuxième situé à  Miharu dans la préfecture de Fukushima a été créé à la suite du Séisme de 2011 de la côte Pacifique du Tōhoku et de l'accident nucléaire qui s'ensuivit à Fukushima pour effectuer des recherches centrées sur les régions dévastées.

### Source
(en) NIES, « Brochure de 2019 décrivant les activités de l'institut » [PDF], 2020